# Полухордови
Полухордови (Hemichordata от гръцки ἡμι – половина и χορδή – струна), известни още като Неяснохордови, са тип безгръбначни организми от царството на животните.

## Морфология
Полухордовите са несегментирани червеобразни животни. Тялото се състои от три дяла – хоботче, шийка(якичка) и туловище. Телесната стена е изградена от еднослоен ресничест епидермис, базална мембрана, нервна тъкан и мускулни влакна. Епидермисът е богат на жлезисти клетки, а целомът е постлан с перитонеум. Целомът е триделен – нечифтен е в хоботчето и чифтен в шийката и тялото. Под шийката при някои видове има хрилни цепнатини.
За опора на хоботчето съществува образувание наречено стомохорд, намиращо се на устната стена. По устройство то напомня хордата и поради тази причина според зоолозите това е първичната хорда.
Храносмилателната система се състои от коремно разположена винаги отворена уста, хранопровод и черво, което завършва с анус. Стомах липсва. Дихателната система е съставена от хрилни торбички в областта на хранопровода. Снабдени са с кръвоносни капиляри и са покрити с ресничест епител. Кръвоносната система е представена от гръбен и коремен кръвоносен съд. Гръбният е свързан със синус, намиращ се в основата на хоботчето. Синусът е свързан с кръвоносни съдове в шийната и хрилната област. Те от своя страна се вливат в коремния съд. Синусът е обвит от мускулна торбичка, която се свива и разпуска и така помага при движението на кръвта. Кръвта се окислява в пръстеновидните кръвоносни съдове и от коремния съд се разпространява по цялото тяло.
Отделителната система е изградена от малки нечифтни гломерули разположени около стомохорда. Нервната система е представена от гръбна и коремна нервна верига с разклонения по цялото тяло. Сетивните клетки са разпръснати по цялата повърхност на тялото. Най-голяма е тяхната концентрация по хоботчето. Те възприемат механични и светлинни дразнения.
Полухордовите са разделнополови животни без ясноизразен полов диморфизъм. Яйчниците са около 30 двойки разположени в шийната и половата област на тялото. Развитието е чрез метаморфоза като се преминава през ларвен стадий. Ларвата се нарича торнария. При друга част от полухордовите развитието е пряко. Най-примитивните от тях се размножават и чрез пъпкуване.

## Произход и систематика
Неяснохордовите наброяват около 100 вида. По своето развитие приличат много на бодлокожите. По наличието на стомохорд, пулсиращия кръвоносен синус и особено хрилните торбички наподобяват на хордовите животни. Поради тази причина се смята, че неяснохордовите животни са връзката между безгръбначните и гръбначните животни.

## Екология
Полухордовите са морски единично живеещи или колониални животни. Хранят се с детрит и водорасли.

## Любопитни факти
Неяснохордовите, които обитават тропическите морета се използват за получаването на високоефективни биологичноактивни вещества и бромофенолни съединения, които се използват за приготвяне на лекарства.